# Hypoleria iquitina
Hypoleria iquitina är en fjärilsart som beskrevs av Felix Bryk 1953. Hypoleria iquitina ingår i släktet Hypoleria och familjen praktfjärilar. Inga underarter finns listade i Catalogue of Life.